# Denden Stadium
Denden Stadium – wielofunkcyjny stadion w Asmarze w Erytrei, na którym rozgrywane są głównie mecze piłkarskie. Został zbudowany w 1958 roku przez radę miejską Asmary na Puchar Narodów Afryki. Stadion ma pojemność 10 000 miejsc.